# Agrilus ichthyocerus
Agrilus ichthyocerus es una especie de insecto del género Agrilus, familia Buprestidae, orden Coleoptera.
Fue descrita científicamente por Perty, 1830.